# Quận Ellsworth, Kansas
Quận Ellsworth là một quận thuộc tiểu bang Kansas, Hoa Kỳ.
Quận này được đặt tên theo. Theo điều tra dân số của Cục điều tra dân số Hoa Kỳ năm 2000, quận có dân số 6332 người. Quận lỵ đóng ở Ellsworth.6